# 청춘예찬 (영화)
"청춘예찬"은 2014년에 개봉한 대한민국의 영화이다.

## 캐스팅
- 김남희 : 태평 역
- 강유미 : 주리 역
- 권겸민 : 경태 역
- 박주용 : 종신 역
- 이동휘 : 수용 역
- 김유리 : 예신 역
- 추민영 : 해경 역
- 이나리 : 실장 역
- 양온유 : 준평 역
- 서지유 : 가희 역
- 송유담 : 우동형사 역
- 고은총 : 후배형사 역
- 류대식 : 형사 1 역
- 김만기 : 형사 2 역
- 오일용 : 강 원장 역
- 박진희 : 간호사 역
- 문지영 : 환자 1 역
- 장희수 : 환자 2 역
- 김예슬 : 환자 3 역
- 김지민 : 환자 4 역
- 오희준 : 과외학생 역
- 곽진 : 곽 대리 역
- 이보영 : 카페웨이터  역
- 양동탁 : 꿈 구청직원 역
- 박건규 : 학원장 역
- 백인권 : 룸 웨이터 역
- 정애화 : 가희엄마 역
- 장문규 : 팀장 역
- 김순애 : 여직원 역
- 김지원 : 치킨집 웨이터 역
- 이수아 : 버거킹녀 2 역
- 하수민 : 명품녀 역
- 김정한 : 영업사원 역
- 박지민 : 도우미 1 역
- 이은서 : 도우미 2 역
- 김수영 : 도우미 4 역
- 우혜진 : 소개팅녀 역
- 박지홍 : 바바리맨 2 역
- 박솔나리 : 고등학생 4 역